# Liste der Bürgermeister von Hardinxveld
Dieses ist die Liste der Bürgermeister von Hardinxveld in der niederländischen Provinz Südholland bis zur Auflösung der Gemeinde am 1. Januar 1957.
| Amtszeit  | Name                             | Partei oder Strömung | Anmerkungen                                                |
| --------- | -------------------------------- | -------------------- | ---------------------------------------------------------- |
| 1811–1813 | Hendrik Wisboom                  |                      | maire                                                      |
| 1818–1832 | Johannes Brooshooft              |                      |                                                            |
| 1832–1850 | Hendrik Wisboom                  |                      |                                                            |
| 1850–1852 | Cornelis Bastiaan Wisboom        |                      |                                                            |
| 1852–1866 | Petrus Marius Brouwer            |                      | später Bürgermeister von Zwijndrecht                       |
| 1866–1867 | A. A. J. C. Cremer               |                      |                                                            |
| 1867–1871 | Frans Marius de Vries van Heijst |                      | später Bürgermeister von Delft                             |
| 1871–1878 | Arie Johannes Goudriaan          |                      | vorher Bürgermeister von Schoonrewoerd und Hei- en Boeicop |
| 1878–1883 | Pieter Dozij                     |                      | später Bürgermeister von Stad Delden und Ambt Delden       |
| 1883–1887 | Marinus van Hoogenhuijze         |                      | später Bürgermeister von Culemborg                         |
| 1887–1892 | Jan Floris Roelvink              |                      |                                                            |
| 1892–1918 | Jan Schoehuizen                  |                      | vorher Ingenieur                                           |
| 1918–1924 | Maarten de Lijster               | liberal              | vorher Gemeindesekretär von Heenvliet                      |
| 1924–1939 | Johan Wilhelm van Aken           | liberal              | vorher Beamter im Kriegsministerium                        |
| 1939–1943 | Klaas de Boer                    | VDB                  | vorher Gemeindesekretär von Hardinxveld                    |
| 1943–1945 | J. W. Zuiderhout                 |                      |                                                            |
| 1945–1956 | Klaas de Boer                    | PvdA                 |                                                            |